# Sedoeptulose
Sedoeptulose ou pseudoeptulose ou D-altro-heptulose é um carboidrato monossacarídeo com 7 átomos de carbono (ou seja, uma heptose) e um grupo funcional cetona. É uma das poucas heptoses encontradas na natureza, sendo possível encontrá-la em várias frutas e vegetais desde cenoura e alho-porro a figos, mangas e abacates.. 
A sedoeptulose é encontrada naturalmente no Sedum spectabile e, provavelmente, em todas as plantas como um intermediário de fotossíntese (via das pentoses fosfato, sedoheptulose-7-fosfato). Também está presente em tecidos de mamíferos.